# Geomarketing
El geomarketing es una disciplina que aporta información para la toma de decisiones de negocio apoyadas en el modelado de variables georreferenciadas. Chasco Yrigoyen (2003) lo define la disciplina como el conjunto de técnicas que permiten analizar la realidad económico-social desde un punto de vista geográfico, a través de instrumentos cartográficos y herramientas de la estadística espacial.

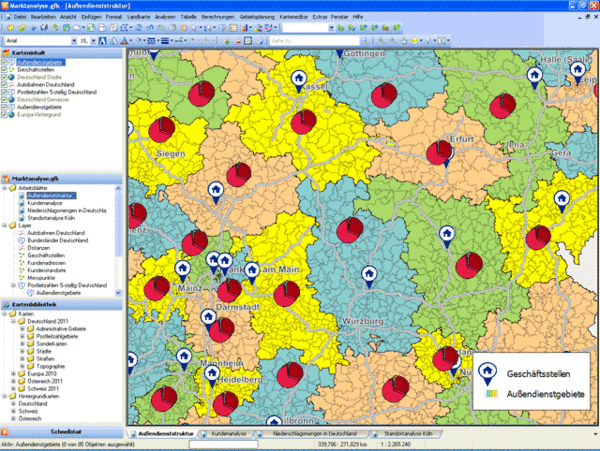
Representación de las oficinas y áreas de servicio de una organización alemana

Nacida de la confluencia de la mercadotecnia y la geografía permite analizar el tamaño y características de la oferta y la demanda de alguna actividad económica mediante la localización de los clientes, puntos de venta, sucursales, competencia directa o indirecta, etc.; localizándolos sobre un mapa digital o impreso a través de símbolos y colores personalizados. 
Se basa en la premisa sociológico-geográfica de que las personas que comparten entornos geográficos cercanos tienden a compartir comportamientos, consumos y actitudes similares.
Las inferencias y predicciones dentro de esta disciplina van más allá del uso tradicional del análisis cualitativo y cuantitativo, pertenecen a una creciente vertiente de análisis llamado "análisis geoespacial". Existen distintos niveles de geomarketing, el científico (por ejemplo el modelo de Huff), operativo o logístico, publicitario (por ejemplo un navegador nos informa cuando pasamos por cierta calle) o de investigación (un caso que podría considerarse un antecedente del geomarketing es el modelo de Christaller).
Antonio Moreno señala que la componente geográfica de la información comercial es una pieza clave en la toma de decisiones y en el desarrollo de estrategias competitivas acertadas. Es un valor añadido.

## Niveles de análisis de geomarketing
El geomarketing se puede analizar a nivel regional, por ejemplo para la elección de un país o el estado dentro de un país, para alguna localización de negocio. En un siguiente nivel se tiene el nivel local, que es el que se tiene cuando dentro de una ciudad se elige una comunidad o un segmento de espacio dentro de una ciudad. O bien el nivel microlocal que analiza los factores que son visibles desde una localización comercial como la visibilidad (que se pueden analizar mediante técnicas de isovista). También se ha llegado a hablar del nanomarketing, como el orientado a analizar el marketing del punto de venta, o los pasillos de una tienda. Aunque no utiliza este término, Paco Underhill ha investigado los fenómenos de marketing que ocurren en los pasillos de las tiendas.

## Empresas que utilizan geomarketing

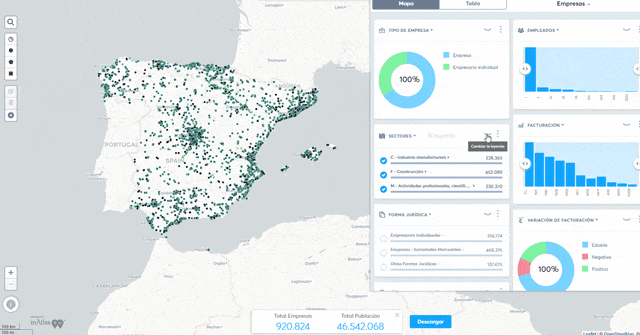
Geomarketing Tool

Las empresas que operan en mercados geográficos extensos son las grandes usuarias de este tipo de soluciones, tales como entidades financieras, empresas comerciales, cadenas de distribución, redes de agencias, ventas por catálogo, etc.
Depende del nivel de detalle a utilizar, los estudios pueden ser de nivel de micromarketing (si utilizamos segmentación por portal por ejemplo) o niveles macro, del tipo municipio o provincia.
Las universidades están utilizando geomarketing para determinar cuál es la mejor ubicación de sus sedes, cuando por ejemplo quieren reubicar a sus actuales estudiantes y generar el menor impacto posible, en su dinámica. Esto lo hacen georreferenciando sus lugares de trabajo y residencia, para establecer los tiempos que recorren actualmente para llegar al lugar de la sede actual y compararlos con los tiempos que tardarían en llegar a la nueva ubicación.

## Beneficios
Entre sus principales beneficios, podemos destacar:
- Optimización de la inversión en acciones de marketing.
- Un mayor conocimiento de mercados y la habilidad de focalizar esfuerzos en determinados segmentos del mercado.
- Diseñar zonas de ventas, rutas de despacho, rutas de merchandising y rutas de cobranza.
- Visualizar las ventas por cliente, zona de ventas, sectores, parroquias, municipios, poblaciones, estados, y nación, que sirve como insumo para los análisis de las ventas.
- Identificar puntos de ventas, oficinas, sucursales, distribuidores, competencia, etc.
- Localizar oficinas más cercanas, análisis de rutas óptimas y alternativas.
- Determinar el área de influencia para precisar la población a la cual se está cubriendo.
- Responder a preguntas como: ¿Es óptima la localización actual de mi negocio? ¿Dónde se podría ubicar una nueva sucursal? ¿Dónde dirigir una campaña publicitaria?
- Análisis del potencial del mercado – domicilios por rango de ingresos.
- Añadir valor en procesos de marketing directo o de atención al cliente.[4]

## Consideraciones previas para implementar el geomarketing
El geomarketing forma parte de las nuevas tecnologías al servicio del conocimiento del consumidor y del mercado, y es una herramienta para implementar la  Mercadotecnia 360°. 
Para implementar acciones de geomarketing se deben considerar algunos aspectos básicos:
- Base de datos homologada a los criterios de las autoridades de la región en la cual estemos implementando.
- Los puntos de interés o de venta a georeferenciar deben contar con los siguientes datos para tener una mayor precisión:
  - Calle principal
  - Número interior
  - Número exterior
  - Colonia
  - Código postal/Zona postal
  - Población/provincia
  - Municipio/Parroquia
  - Estado/Entidad Federativa
  - Referencias (Datos adicionales que permitan una mayor ubicación)
- Cartografía base, como red vial, divisiones político administrativas, infraestructura urbana, transporte, salud, entre otros.
- Herramientas de visualización, procesamiento y análisis como Sistemas de Información Geográfica.
- Metodologías de procesamiento y análisis como modelos de segmentación territorial (análisis clúster), Huff y Christaller.